# Tercer Frente
Tercer Frente é uma cidade de Cuba pertencente à província de Santiago de Cuba.